# 슈루티
슈루티(산스크리트어: श्रुति śrúti, 영어: Shruti 또는 Shruthi)의 문자 그대로의 의미는 "들음" 또는 "들은 것"이다. 신으로부터 직접 들은 것 또는 밝혀진 것이라는 의미에서 천계(天啓) 또는 천계서(天啓書)라고도 한다. 슈루티는 힌두교의 핵심적인 정전(正典)을 이루는 경전들을 지칭하는 낱말로, 힌두교의 문맥에서는 지켜야 할 바른 의무 또는 법을 의미하는 다르마(Dharma)의 세 가지 주요 원천들 중의 하나이다. 따라서 슈루티는 힌두 법에도 크게 영향을 미친다.
슈루티에 속한 문헌들은 초기 베다 문헌들의 시대로부터 근대 초기의 우파니샤드의 시대까지 힌두교의 전 역사에 걸쳐 성립되었다. 힌두교 전통에 따르면, 베다 문헌들의 5대 부류인 삼히타(Samhitas) · 브라마나(Brahmanas) · 아란야카(Aranyakas) · 우파니샤드(Upanishads) · 수트라(Sutras) 중에서 수트라를 제외한 나머지 네 부류의 문헌들은 모두 슈루티에 해당한다.
슈루티는 힌두 법을 구성하는 다른 원천들과는 구별된다. 저술자 자신의 총체적인 지식("기억")에 근거하여 최초로 성립된 후 스승에서 제자로 사람을 통해 전수되어 "기억된 문헌"을 뜻하는 스므리티(Smṛti)와는 특히 구별하는데, 슈루티는 최초의 성립 시에 신으로부터 직접 알려져서 성립된 것이라고 보기 때문이다. 힌두교 전통에 따르면, 슈루티의 각 문헌의 최초의 성립은 고대의 리쉬(Rishi)가 사마디(Samadhi) 속에서 "우주적인 진리의 소리(cosmic sound of truth)"를 직접 들은 후 그것을 사람들이 이해할 수 있는 문자로 옮김으로써 이루어진 것이다. 슈루티의 신성(神性)성에 대한 이러한 믿음은 특히 미맘사 전통(Mimamsa tradition)에서 두드러진다.

## 같이 보기
- 힌두교의 경전
- 스므리티
- 사마디
- 즈나나
- 미맘사 학파
- 베단파 학파

## 참고 문헌
- 이 문서에는 다음커뮤니케이션(현 카카오)에서 GFDL 또는 CC-SA 라이선스로 배포한 글로벌 세계대백과사전의 내용을 기초로 작성된 글이 포함되어 있습니다.
- (영어) Coburn, Thomas, B. Scripture in India: Towards a Typology of the Word in Hindu Life", 《Journal of the American Academy of Religion》, Vol. 52, No. 3 (Sep., 1984).
- (영어) Clooney, Francis X. "Why the Veda Has No Author: Language as Ritual in Early Mīmāṃsā and Post-Modern Theology", 《Journal of the American Academy of Religion》, Vol. 55, No. 4 (Winter, 1987).
- (영어) Jho, Chakradhar. 1987. 《History and Sources of Law in Ancient India》. Ashish Publishing House.
- (영어) Flood, Gavin. 1997. 《An Introduction to Hinduism》. Cambridge U.P.
- (영어) Müller, Max. 1867. 《Chips from a German Workshop》. “Lecture on the Vedas or the Sacred Books of the Brahmans, Delivered at Leeds, 1865”. Oxford University Press.
- (영어) Gupta, Ravi M. 2007. 《Caitanya Vaisnava Vedanta of Jiva Gosvami》.